# Полет 222 на „ТрансЕйжа Еъруейс“
Полет 222 на „ТрансЕйжа Еъруейс“ е редовен вътрешен пътнически полет от международното летище „Гаосюн“, Гаосюн, до летище Магонг, Хуси, Пенху, Тайван, управляван от „ТрансЕйжа Еъруейс“. На 23 юли 2014 г. самолетът „ATR 72-500“, който изпълнява полета, се разбива в сгради при лоши метеорологични условия по време на заход за кацане на летище Магонг. Силата на удара сериозно поврежда самолета, а това отделя дясното външно крило, вертикалния стабилизатор и опашката. Централният фюзелаж, е разкъсан и впоследствие самолетът избухва в пламъци. От 58 души на борда само 10 оцеляват.
Започва разследване, ръководено от Съвета за авиационна безопасност на Тайван. Окончателният доклад е публикуван през януари 2016 г. Разследването установява, че това е инцидент с контролиран полет в терена, в който пилотите умишлено се спускат под минималната височина на снижаване и показва, че капитанът е прекалено самоуверен. Екипажът има ограничена представа за близостта на самолета до терена, докато капитанът не спазва политики, процедури и разпоредби, което довежда до пилотска грешка. Докладът критикува безопасността, полетните операции на „ТрансЕйжа“, предаването на метеорологична информация на полетния екипаж и липсата на координация.
На 30 юли „ТрансЕйжа Еъруейс“ обявява, че прави промени в своите стандартни оперативни процедури за вътрешни полети и изискват видимостта на летището на пристигане да бъде 50% над минимума, преди да се направи опит за кацане. Авиокомпанията обявява обезщетение от над 450 000 щ. д. за всяка от 48-те жертви на катастрофата. Това е най-високата ставка, която тайванска авиокомпания плаща на жертви на катастрофата, след инцидентът със самолета при полет 611 на „Чайна Еърлайнс“ през 2002 г.